# Juvenalis

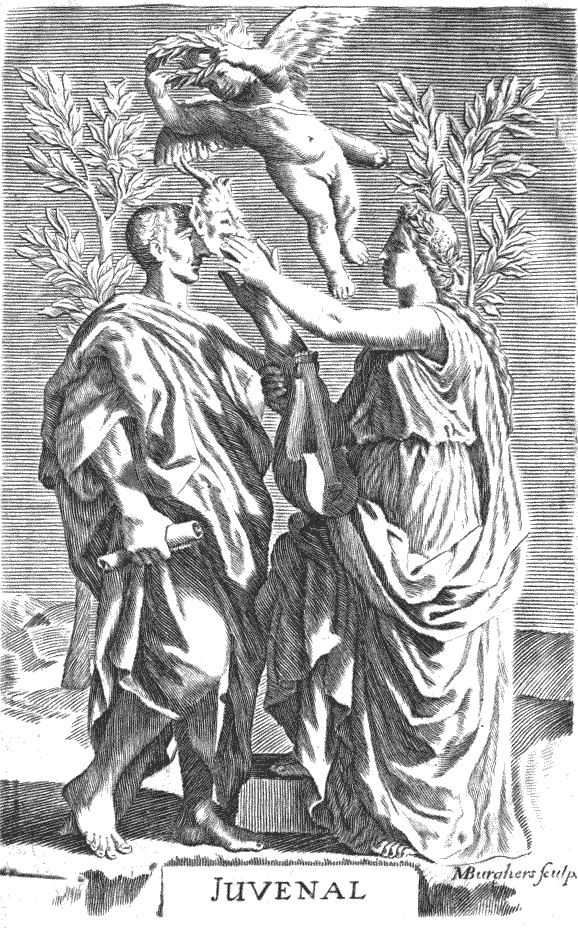
Titelsidan till "The Satires of Decimus Junius Juvenalis" (1711).

Decimus Junius Juvenalis, född omkring 60 i Aquinum, död omkring 130, var en romersk tänkare och satirdiktare. 
Juvenalis skrev frispråkigt om Roms moraliska förfall samt ofta med utfall mot greker, romerska patricier och transvestiter. Detta uppskattades inte alltid av dåtidens kejsare – Hadrianus och Marcus Aurelius.
Hans verk omfattar 16 satirer, cirka 4 000 verser, i fem böcker. Flera av hans formuleringar har blivit talesätt, till exempel bröd och skådespel, en sund själ i en sund kropp.

## Biografi
Juvenalis synes, efter tidens sed, ha idkat grammatiska och retoriska studier samt uppges därefter ha tjänat i hären och först senare börjat författa sina satiriska dikter. Enligt sin egen uppgift drevs han därtill av harm över tidens förfall ("Facit indignatio versum"). Sannolikt inföll hans skaldeverksamhet först under Trajanus regering. Man berättar även att han för häftiga utfall i sina dikter förvisades till Britannien eller Egypten. Visst är att han ännu omkr. år 128, under Hadrianus styrelse, fortfor att dikta. 

## Författarskap

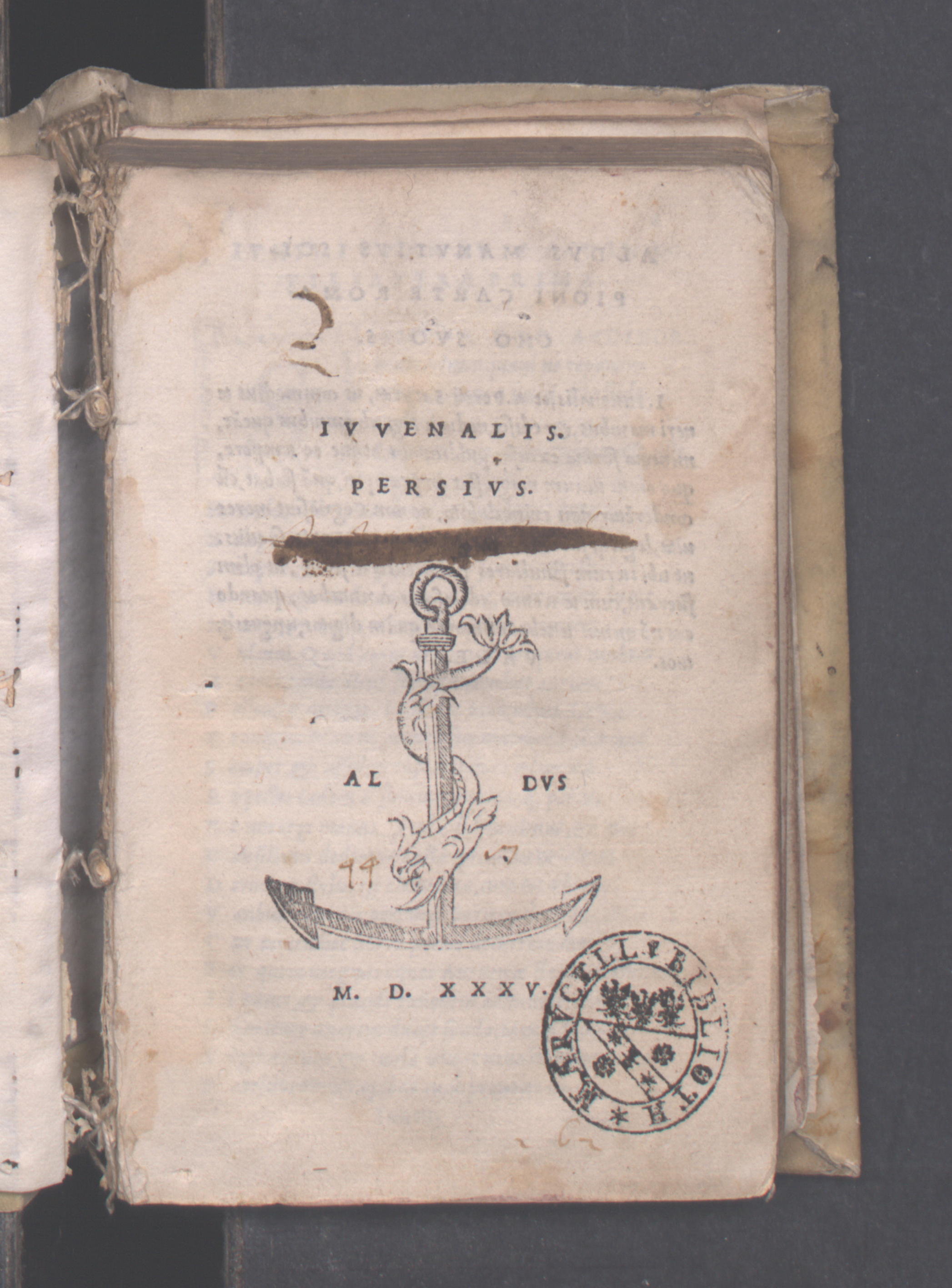
Saturae, 1535

Juvenalis uppträder inte som Horatius mot människornas små dårskaper med fint och lekande skämt, inte heller dömer han likt stoikern Persius efter stränga vishetsregler över människosläktet. Han glöder av sedlig harm över allt det vrånga och onda som han ser runt omkring sig, och ger sina känslor luft i en kraftig och högstämd framställning, vilken har en stark retorisk prägel. Genom lång erfarenhet väl bekant med människornas lyten och laster, gör han dessa till föremål för en mogen betraktelse och framdrar i ljuset allt, även det smutsigaste. Stundom synes han, såsom pessimist, ha målat med mörka färger och han kritiseras ibland för att på vanligt retorsmanér ha gjort sig skyldig till överdrifter i framställningen; på det hela taget är hans dikter, som framsprungit ur djupet av ett känslofullt hjärta, ägnade att tillvinna sig förtroende och deltagande. 
Som tidsbilder äger de, vad särskilt livet i Rom angår, stort värde emedan de ger en klar inblick i förhållandena, åtminstone inom de kretsar som mest gjorde sig kända. Hans skildringar utmärks av kraft, åskådlighet och liv; och om de personligheter som framträder hos honom inte egentligen tagits ur fullt samtida kretsar, är de dock ingalunda abstraktioner eller stela typer, utan verkligen livfulla gestalter, vilka dåtiden utan tvivel hade lätt att sammanställa med vad den sett eller såg runt omkring sig. 
Åt formen ägnade Juvenalis mycken omsorg. Planläggning och komposition är överhuvudtaget goda, stilen korrekt och prydlig samt versbyggnaden förträfflig. Man har tvistat om äktheten av vissa bland Juvenalis satirer. Dessa skulle enligt den av ålder gängse uppfattningen vara till antalet 16, senare fördelade i 5 böcker. Äktheten av den 16:e var redan tidigt bestridd. 
Att Juvenalis varit mycket läst och tolkad samt i synnerhet i medeltiden högt skattad, är känt. Till hans arbeten finns också äldre och yngre scholier (kommentarer).